# Pouilley-les-Vignes
Pouilley-les-Vignes è un comune francese di 1 940 abitanti situato nel dipartimento del Doubs nella regione della Borgogna-Franca Contea.

## Società

### Evoluzione demografica
Abitanti censiti